# Roberto Tibiriçá
Roberto Tibiriçá GMoI, (São Paulo, 5 de janeiro de 1954) é um maestro brasileiro, titular da cadeira de nº 5 da Academia Brasileira de Música desde 26 de março de 2003. e Membro Honorário da Academia Nacional de Música, Rio de Janeiro desde 2018. 

## Início da carreira
Roberto Tibiriçá começou sua carreira como pianista e camerista recebendo fortes influências de Guiomar Novaes, Madalena Tagliaferro, Dinorah de Carvalho, Nelson Freire, Gilberto Tinetti e Peter Feuchtwanger. Porém, seus conhecimentos musicais não bastavam apenas para tocar piano. Resolveu então, procurar o Maestro Eleazar de Carvalho e começou a participar dos Festivais de Campos do Jordão, em São Paulo, como pianista e assistente do Maestro Dr. Hugh Ross, diretor da Schoola Cantorum, de Nova York. Iniciou seus estudos de regência com o Maestro Eleazar de Carvalho e venceu por duas vezes o Concurso para Jovens Regentes da Orquestra Sinfônica do Estado de São Paulo, passando a ser o Principal Regente-Convidado, trabalhando com o Maestro Eleazar por quase 18 anos até sua vinda para a cidade do Rio de Janeiro em 1994 para a Orquestra Sinfônica Brasileira, onde foi Diretor Adjunto e, posteriormente seu Diretor Artístico.
Esteve em Lisboa, Portugal, entre 1984-1985, como Regente Assistente do Teatro Nacional de S.Carlos, onde teve a oportunidade de trabalhar com artistas como o barítono Gino Bechi, os sopranos Mara Zampieri, Montsarrat Caballé, Ileana Cotrubas, o tenor José Carreras e o Maestro Franco Ferrara. Até hoje mantém relações muito afetivas com este País, sendo convidado permanente do júri do Concurso Internacional para Jovens Chefes de Orquestra, promovido pela Fundação Oriente e pela Orquestra Metropolitana de Lisboa, com a qual também já trabalhou. No Theatro Municipal de São Paulo, teve o privilégio de trabalhar com os sopranos Niza de Castro Tank e Agnes Ayres, o tenor Mario Del Monaco, os barítonos Fernando Teixeira e Giangiacomo Guelfi. Convidado para participar da Semana Guiomar Novaes em Miami, regeu um concerto com a Orquestra Filarmônica da Flórida e o pianista Arnaldo Cohen no dia 28 de Setembro de 1996.
Como Diretor Artístico da gravadora RGE/FERMATA, foi o responsável (em 1974) pelo início das gravações de música clássica em gravadoras brasileiras, tendo entre elas o último e único LP gravado no Brasil pela grande pianista Guiomar Novaes interpretando somente músicas brasileiras, gravado no MASP – Museu de Arte de São Paulo. Participou ainda de um DVD sobre esta grande artista, dando depoimentos importantes para a realização deste documentário a convite da diretora Norma Bengel. Por este e outros trabalhos, recebeu das mãos da Sra. Arminha D'Almelda Villa-Lobos (Mindinha, esposa de Villa-Lobos) o Troféu VILLA-LOBOS como o Melhor Produtor de Discos Clássicos do Ano, no Teatro do Copacabana Palace, RJ. Foi também Diretor da gravadora COPACABANA onde realizou o último disco de outra grande pianista brasileira: Magda Tagliaferro (também gravado no MASP – Museu de Arte de São Paulo).
Recebeu o prêmio de Melhor Regente Orquestral, conferido pela Associação Paulista de Críticos de Arte e o Prêmio Lei Sarney como revelação na área de Regência Orquestral. Fundou em São Paulo a Orquestra Nova Filarmonia, que entre outros artistas acompanhou Luciano Pavarotti, a Orquestra Nova Sinfonieta e a Orquestra de Câmera Da Capo (conjuntos formados pelos melhores músicos da cidade) e onde realizou a primeira audição da Petite Messe Solennelle, de Rossini. Constantemente convidado a reger todas as orquestras brasileiras tem recebido excelentes críticas sobre suas apresentações.

## Os anos 90

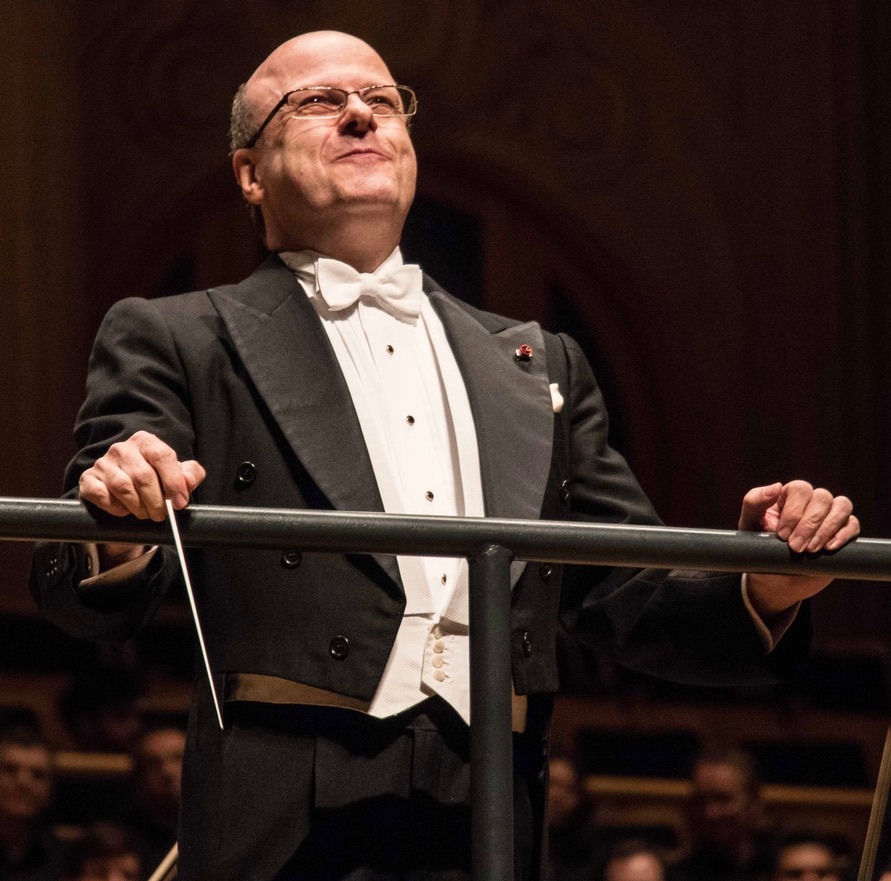
Foto: Klinsman Santana

Em 1995 foi eleito pela crítica especializada do Rio de Janeiro como o Músico do Ano e recebeu do Governo do Estado do Rio de Janeiro o Prêmio Estácio de Sá pelo seu trabalho com a Orquestra Sinfônica Brasileira. Trouxe várias primeiras audições nesta cidade em seus concertos com a OSB como a 2a. Sinfonia e as Danças Sinfônicas de Rachmaninoff e as óperas "The Rape of Lucretia" e "A Midsummer Night's Dream" de Benjamin Britten além de várias obras de autores brasileiros inclusive a gravação do CD em Homenagem ao Papa João Paulo II com 5 obras inéditas dos compositores Ricardo Tacuchian, Ronaldo Miranda, Edino Krieger, Almeida Prado e David Korenchendler. Ainda com esta orquestra participou de diversas edições do Projeto Aquárius entre as quais se destacam a 2a Sinfonia (”Ressurreição”) de Gustav Mahler, na Enseada de Botafogo em 1996, para um público estimado em 150 mil pessoas e a Missa Campal celebrada por Sua Santidade o Papa João Paulo II, para cerca de 2 milhões de pessoas no Aterro do Flamengo, em 1997! Convidado pela Direção Artística do Theatro Municipal do Rio de Janeiro realizou, em 1998, o Ciclo Beethoven, onde foram executadas as 9 Sinfonias, os 5 Concertos para Piano, o Concerto Tríplice e o Concerto para Violino com o teatro completamente lotado!

## Os anos 2000
De 2000 a 2003 passou a ser o Diretor Artístico e Regente Titular da Orquestra Sinfônica Petrobrás Pró Música, sendo o responsável pelo alto nível artístico que este conjunto alcançou nesses 4 anos levando o mesmo a receber o Prêmio Carlos Gomes, em sua primeira edição Nacional, como o Melhor Conjunto Orquestral em 2001 e novamente em 2002. Seus concertos lotavam tanto o Theatro Municipal como na Sala Cecília Meireles, no Rio de Janeiro. As viagens com a OPPM alcançaram enorme sucesso de público obrigando a colocação de cadeiras extras no palco, junto à orquestra. Sua criatividade na programação e o resgate dos famosos Concertos Matinais aos domingos pela manhã, no Theatro Municipal do Rio de Janeiro, atraíram um público novo composto a maioria por jovens, formando assim novas platéias. Gravou com esta orquestra ao vivo neste Theatro Municipal 2 CDs dedicados à música brasileira: com Wagner Tiso interpretando ao piano suas “Cenas Brasileiras” e o outro com duas das obras mais cobiçadas e esquecidas em gravações: O Concerto para piano em Formas Brasileiras de HEKEL TAVARES, com o pianista Arnaldo Cohen e o Choro nº 6 de VILLA-LOBOS (considerado um dos melhores CDs de 2003).

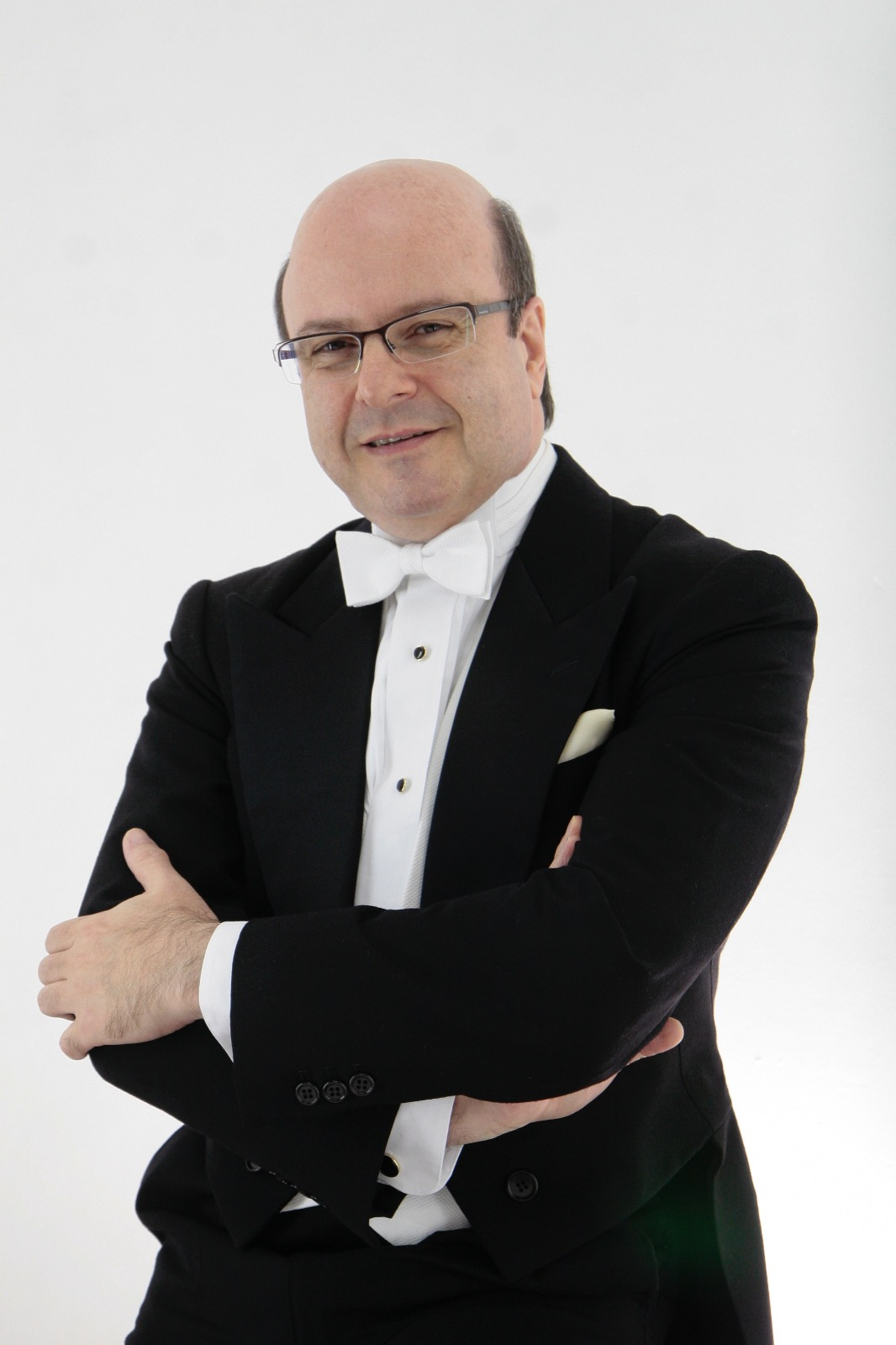
Foto: Paulo Lacerda

Criou a série “O Artista Brasileiro”, realizada na Sala Cecília Meireles, onde só se apresentam os artistas nacionais e que tem sido recebida até hoje com muito carinho pelo público desde sua idealização quando assumiu a OPPM. Os 3 Concursos também idealizados por Roberto Tibiriçá (o Concurso para Jovens Solistas “Armando Prazeres”, o Concurso para Jovens Regentes “Eleazar de Carvalho” e o Concurso para Jovens Compositores “Cláudio Santoro”, este em parceria com a Academia Brasileira de Música) têm recebido grandes elogios por sua iniciativa e apoio à juventude. Juntamente à música clássica, desenvolve intensa atividade com os clássicos populares brasileiros. Criou também a série "Sinfônica Pop", onde convidou grandes artistas da Música Popular Brasileira como Wagner Tiso, Rita Lee, Gilberto Gil, Daniela Mercury, Zizi Possi, Sivuca, Frejat, Simone, Ivan Lins, Francis Hime, Paulo Moura, Nana Caymmi, João Bosco entre outros. É convidado para realizar eventos dos mais diferentes motivos como a Árvore de Natal da Lagoa Rodrigo de Freitas, no Rio de Janeiro desde sua primeira edição, em 1996 até 2002. Por sugestão do pianista Nelson Freire, foi convidado por Martha Argerich para reger o Concerto de Abertura do FESTIVAL MARTHA ARGERICH, em Buenos Aires, fazendo sua estréia no Teatro Colón, em Novembro de 2001, onde a grande pianista tocou sob sua regência o Concerto em G, de Ravel. Voltou a este mesmo Festival em Outubro de 2004 onde atuou frente à Orquestra Filarmônica de Buenos Aires com Nelson Freire tocando Villa-Lobos, no Teatro Colón completamente lotado. Teve a oportunidade de trabalhar com artistas como Martha Argerich, Nelson Freire, Arthur Moreira Lima, Arnaldo Cohen, Barry Douglas, Lílian Zilbersntein, Sergio Tiempo, Joshua Bell, Shlomo Mintz, Stefan Jackiw, Charlie Siem, Erik Schumann, Gautier Capuçon, Frederieke Saeijs, David Aaron Carpenter, Gabriela Montero, HJ Lim, Antonio Meneses, Mikhail Rudy, Alexander Toradze, Jean Louis Steuerman, Boris Belkin, Dmitry Sitkovetsky, Guido Sant'Anna, Geza Hosszu-Legocky, Pavel Sporcl, Eugene Fodor, Giuseppe Gibboni, Wolfgang Meyer, Romain Guyot, Ole Edvard Antonsen, Cristina Ortiz, Bernard Greenhouse, Antonio Barbosa, Bela Davidovich, Yevgeny Sudbin, Pascal Roge, Nelson Goerner, Jean-Philippe Collard, Jon Nakamatsu, Dmitry Shishkin, Bruce Liu, Stewart Goodyear, Evgeni Mikhailov, Frank Braley, Daniel Casares e Ana Botafogo. Já há alguns anos é convidado frequentemente para o Festival Villa-Lobos, Venezuela, regendo concertos com a Orquestra Simón Bolívar.
Roberto Tibiriçá é considerado um dos melhores regentes da atualidade pela crítica especializada trazendo sempre em seu repertório obras de interesse artístico e público preservando assim seu objetivo de formação de novas plateias. Por este motivo recebeu em 28 de Novembro de 2002 o título de CIDADÃO DO ESTADO DO RIO DE JANEIRO, concedido pela Assembléia Legislativa do Estado do Rio de Janeiro por seus serviços prestados à Cultura do Estado desde sua vinda, em 1994. No dia 26 de Março de 2003 foi eleito para ocupar a Cadeira de No. 05 (cujo Patrono é o Pe. José Maurício Nunes Garcia) da Academia Brasileira de Música e no dia 11 de Maio de 2018, tomou posse como Membro Honorário da Academia Nacional de Música, no Rio de Janeiro. De 2005 a 2011 foi Diretor Artístico da Sinfônica Heliópolis, do INSTITUTO BACCARELLI, cujo Patrono é o Maestro Zubin Mehta, a seu convite. Foi ainda Diretor Artístico e Regente Titular da Orquestra Sinfônica Municipal de Campinas (SP), da Orquestra Filarmônica de São Bernardo do Campo (SP) e Principal Regente da OSSODRE, Montevidéu/Uruguai.                                                                                                                                                                                                                                                                                                                                                                                                                                                                                                                                                                                                                                                                                                                                                                                                                                                                                                                                                                                                                                                                                                                                                                                                                                                                                                                                                                                                                                                                                                                                                                                                                                                                                                                                                                                                                                                                                                                                                                                                                                                                                                                                                                                                                                                                                                                                                                                                                                                                                                                                                                                                                                                                                                                                                                                                                                                                                                                                                                                                                                                                                                                                                                                                                                                                                                                                                                                                                                                                                                                                                                                                                                                                                                                                                                                                                                                                                                                                                                                                                                                                                                                                                                                                                                                                                                                                                                                                                                                                                                                                                                                                                                                                                                                                                                                                                                                                                                                                                                                                                                                                                                                                                                                                                                                                                                                                                                                                                                                                                                                                                                                                                                                                                                                                                                                                                                                                                                                                                                                                                                                                                                                                                                                                                                                                                                                                                                                                                                                                                                                                                                                                                                                                                                                                                                                                                                                                                                                                                                                                                                                                                                                                                                                                                                                                                                                                                                                                                                                                                                                                                                                                                                                                                                                                                                                                                                                                                                                                                                                                                                                                                                                                                                                                                                                                                                                                                                                                                                                                                                                                                                                                                                                                                                                                                                                                                                                                                                                                                                                                                                                                                                                                                                                                                                                                                                                                                                                                                                                                                                                                                                                                                                                                                                                                                                                                                                                                                                                                                                                                                                                                                                                                                                                                                                                                                                                                                                                                                                                                                                                                                                                                                                                                                                                                                                                                                                                                                                                                                                                                                                                                                                                                                                                                                                                                                                                                                                                                                                                                                                                                                                                                                                                                                                                                                                                                                                                                                                                                                                                                                                                                                                                                                                                                                                                                                                                                                                                                                                                                                                                                                                                                                                                                                                                                                                                                                                                                                                                                                                                                                                                                                                                                                                                                                                                                                                                                                                                                                                                                                                                                                                                                                                                                                                                                                                                                                                                                                                                                                                                                                                                                                                                                                                                                                                                                                                                                                                                                                                                                                                                                                                                                                                                                                                                                                                                                                                                                                                                                                                                                                                                                                                                                                                                                                                                                                                                                                                                                                                                                                                                                                                                                                                                                                                                                                                                                                                                                                                                                                                                                                                                                                                                                                                                                                                                                                                                                                                                                                                                                                                                                                                                                                                                                                                                                                                                                                                                                                                                                                                                                                                                                                                                                                                                                                                                                                                                                                                                                                                                                                                                                                                                                                                                                                                                                                                                                                                                                                                                                                                                                                                                                                                                                                                                                                                                                                                                                                                                                                                                                                                                                                                                                                                                                                                                                                                                                                                                                                                                                                                                                                                                                                                                                                                                                                                                                                                                                                                                                                                                                                                                                                                                                                                                                                                                                                                                                                                                                                                                                                                                                                                                                                                                                                                                                                                                                                                                                                                                                                                                                                                                                                                                                                                                                                                                                                                                                                                                                                                                                                                                                                                                                                                                                                                                                                                                                                                                                                                                                                                                                                                                                                                                                 

## Os últimos anos

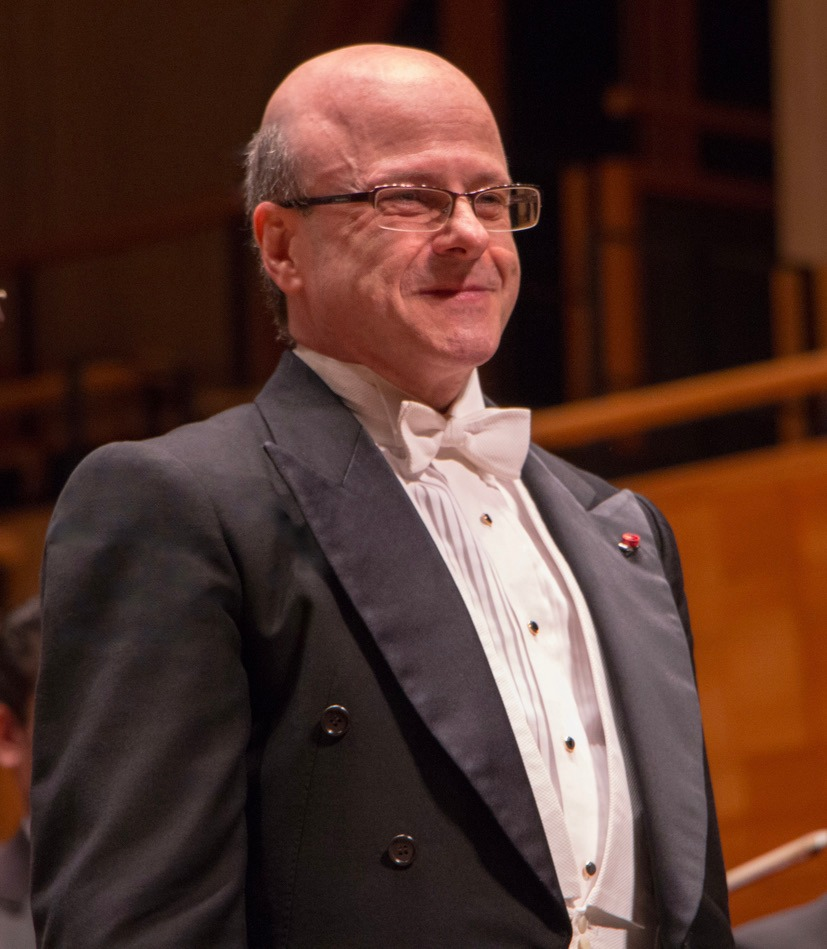
Foto: Klinsman Santana

Em 25 de outubro de 2010, foi agraciado com a comenda da Ordem do Ipiranga pelo Governo do Estado de São Paulo.
Em 12 de setembro de 2011, foi agraciado com a Grande Medalha Presidente Juscelino Kubitschek pelo Governo de Minas Gerais.
De 2010 a 2013 foi Regente Titular da Orquestra Sinfônica de Minas Gerais onde regeu óperas, concertos sinfônicos e corais e instituiu os Concursos para Jovens Solistas (Instrumento e Canto) e uma série intitulada "Sinfônica POP".
Desde 2013, tem regido muitos concertos com as mais importantes orquestras brasileiras e da América Latina como a Orquestra Sinfônica Brasileira, Orquestra Sinfônica do Estado de São Paulo, Orquestra Filarmônica de Minas Gerais, Orquestra Petrobrás Sinfônica, Orquestra Sinfônica de Porto Alegre, Orquestra Sinfônica da USP, Orquestra Sinfônica do Paraná, Orquesta Simón Bolívar (Venezuela), Orquesta Sinfonica del SODRE (Uruguai), Orquestra Filamónica de Montevideu (Uruguai), Orquesta Sinfonica de Lima (Peru) entre outras.
Em 11 de Maio de 2018, tomou posse como Membro Honorário da Academia Nacional de Música, no Rio de Janeiro.
Recebeu em 2010 e 2011 o XIII e XIV Prêmio Carlos Gomes como Melhor Regente Sinfônico (por seu trabalho com a Sinfônica Heliópolis do Instituto Baccarelli e a Orquestra Sinfônica de Minas Gerais). Recebeu ainda em 2011 a Ordem do Ipiranga (a mais alta honraria do Estado de São Paulo), a Grande Medalha Presidente Juscelino Kubitschek (outorgada pelo Governo de Minas Gerais) e o Prêmio APCA (Associação dos Críticos Musicais de São Paulo) como Melhor Regente (por seu trabalho com a Sinfônica Heliópolis e com a Orquestra Sinfônica de Minas Gerais). 
Em 2020, em plena pandemia do Corona vírus, realizou com a OSESP - Orquestra Sinfônica do Estado de São Paulo - a Estreia Mundial da ópera em 1 ato "Cartas Portuguesas", do compositor brasileiro João Guilherme Ripper e gravou para o selo NAXUS os Choros para Clarinete, Piano, Viola, Violoncelo e a peça Flor de Tremembé, de Camargo Guarnieri.
Em 2022, é nomeado Regente Titular e Diretor Musical da Orquestra Sinfônica do Paraná, Brasil.
Em 2024, é agraciado por unanimidade com o título de NOTÓRIO SABER, pela UFMG - Universidade Federal de Minas Gerais, Brasil - tornando-se Doutor em Música.

## Obra literária - Literary work
- O Regente sem Orquestra - Exercícios Básicos, Intermediários e Avançados para a Formação do Regente, atuando como orientador dos autores Arthur Rinaldi, Beatriz De Luca, Daniel Nery e Luciano Vazzoler.